# Parabole (Nouveau Testament)
Pour les articles homonymes, voir Parabole (homonymie).

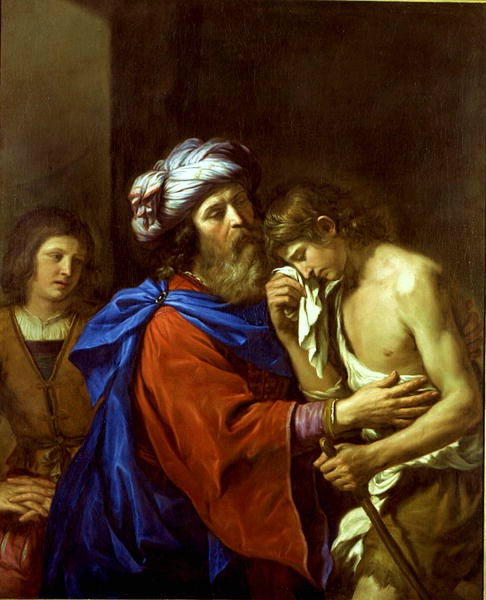
Le Fils prodigue par Le Guerchin.

Les paraboles (du grec παραϐολή, parabolê) sont des récits allégoriques présentant un enseignement moral et religieux attribués à Jésus de Nazareth par les auteurs des trois Évangiles synoptiques. On en dénombre une cinquantaine dans le Nouveau Testament.

## Forme
Suivant un procédé ancré dans la tradition juive, ces récits entendent présenter des vérités au travers d'éléments de la vie quotidienne ou d'observation de la nature mais s'éloignent chez Jésus de la forme simplement pédagogique d'interprétation de la Loi par les rabbins pour évoquer le Règne de Dieu et les changements qui s'accomplissent au moment de sa venue.
Joachim Jeremias rappelle que l'école de l'histoire des formes (Formgeschichte) a tenté de classer les paraboles de Jésus en diverses catégories : métaphore, comparaison, parabole, similitude, allégorie, exemple. Il souligne également que le mot hébreu mashal (parabole, énigme) englobe les genres les plus divers : parabole, comparaison, allégorie, fable, proverbe, discours apocalyptique de Révélation, énigme, pseudonyme, argumentation, excuse, objection  et mot d'esprit. Enfin, il remarque « le ton très personnel des paraboles de Jésus, leur clarté et leur simplicité unique, ainsi que la maîtrise incomparable de leur construction ».

## Les quatre Évangiles
Les trois Évangiles synoptiques (Marc, Matthieu et Luc) rapportent un nombre variable de paraboles prononcées par Jésus. Selon la théorie des deux sources, il est possible que certaines des paraboles citées en Matthieu et en Luc proviennent des logia de la supposée Source Q.
Il est communément admis que l'Évangile selon Jean, contrairement aux trois synoptiques, ne contient pas de paraboles, , , . Les rares passages où Jésus s'y exprime par images sont plutôt qualifiés d'allégories ou de métaphores par les exégètes.

## Thèmes

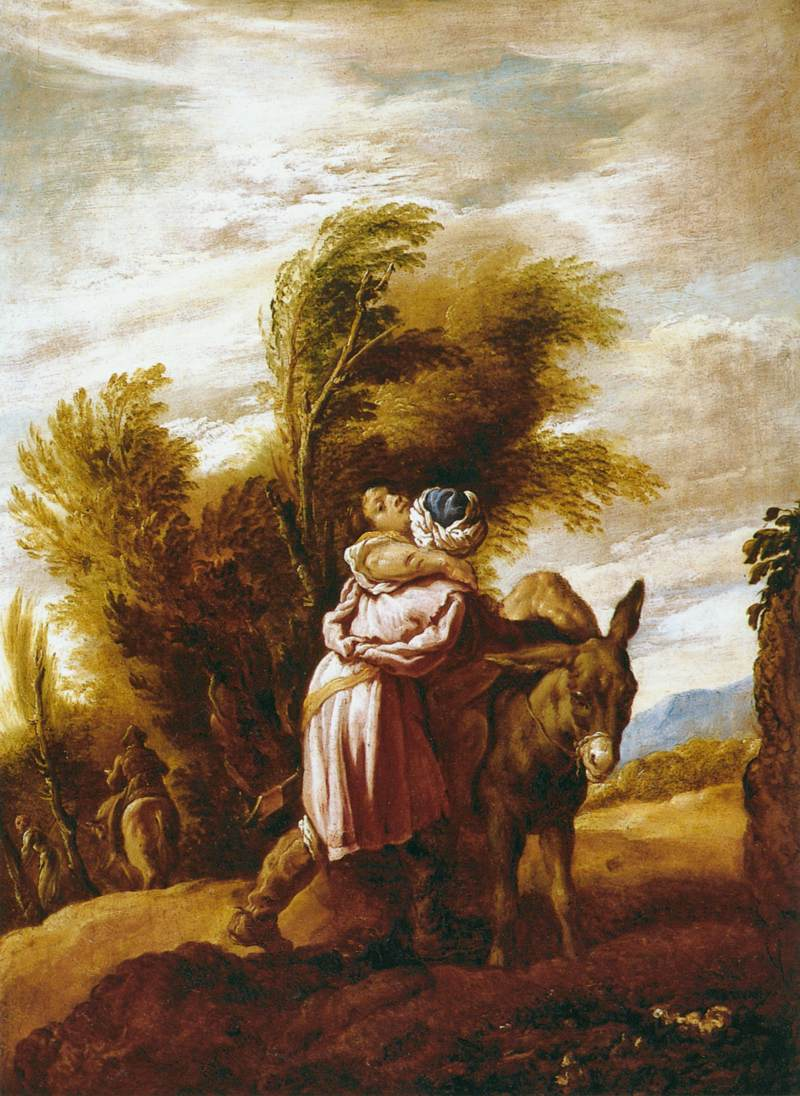
La Parabole du Bon Samaritain par Domenico Fetti (v. 1620), musée Thyssen-Bornemisza.

Charles Harold Dodd fait de l'orientation des paraboles vers le Royaume de Dieu et sa seigneurie le point central de son exégèse, le royaume renvoyant au Christ dont il est le vrai visage.
Alain Marchadour présente les paraboles de Jésus de la manière suivante : « Dans les évangiles, les paraboles forment le cœur de l'enseignement de Jésus. Quand ce qu'il veut dire est inaudible parce que ses auditeurs ont cessé de l'écouter, ou indicible parce qu'il s'agit d'une réalité hors de portée des pauvres mots humains, Jésus emprunte le chemin détourné des paraboles. Apparemment il s'éloigne du réel en se tournant vers la fiction ; en vérité il est au centre du mystère du Royaume. » Il ajoute que, les paraboles appelant les auditeurs de tous les temps à la conversion, et sollicitant la réponse de chacun, elles prennent une dimension universelle : « Jésus y parle comme personne n'a jamais parlé, au point que chaque lecteur, quelles que soient sa culture et son époque, est tenu de l'écouter et de lui répondre" ».

## Liste des paraboles
Elles sont ici classées par ordre alphabétique, selon le titre qu'on leur donne habituellement et qui n'est pas inscrit dans les évangiles :
1. L'Ami importun, Lc 11. 5-8
2. Le Bon Grain et l'Ivraie, Mt 13. 24-30
3. Le Bon Samaritain, Lc 10. 25-37
4. La Brebis égarée, Mt 18. 12-14, Lc 15. 4-7
5. La Dette (ou le Serviteur impitoyable), Mt 18. 23-35
6. Les Deux Débiteurs, Lc 7. 41-43
7. Les Deux Fils, Mt 21. 28-32
8. Les Vierges sages, Mt 25. 1-13
9. L'Économe infidèle, Lc 16. 1-9
10. La Drachme perdue, Lc 15. 8-10
11. Les Enfants dans la place publique, Lc 7. 31-35
12. L'Enfant prodigue, Lc 15. 11-32
13. Le Figuier, Lc 21. 29-33, Mc 13. 28-31, Mt 24. 32-35
14. Le Figuier stérile, Lc 13. 6-9
15. Le Filet, Mt 13. 47-50
16. Le Grain de sénevé, Mt 13. 31-32, Mc 4. 30-32, Lc 13. 18-19
17. Le Grand souper Lc 14. 15-24
18. L'Homme fort, Mc 3. 27, Lc 11. 21-22
19. L'Homme riche, Lc 12. 16-21
20. L'Économe fidèle et avisé, Mt 24. 45-51, Lc 12. 42-48
21. Le Juge inique, Lc 18. 1-8
22. La Lampe, Mt 5. 14-15, Mc 4. 21-25, Lc 8. 16-18
23. Le Levain, Mt 13. 33, Lc 13. 20-21
24. Le Lis, Mt 6. 28-34
25. La Maison bâtie sur le roc, Mt 7. 24-27, Lc 6. 47-49
26. Le Maître de maison, Mc 13. 33-37
27. Les Mines, Lc 19. 12-27
28. Le Mauvais riche et le pauvre Lazare, Lc 16. 19-31
29. Les Noces (ou Les Noces du fils du roi, ou L'Invité sans tenue de noce), Mt 22. 1-14
30. Les Oiseaux du ciel, Mt 6. 26
31. Les Outres neuves, Mt 9. 17, Mc 2. 22, Lc 5. 37-38
32. Les Ouvriers de la onzième heure, Mt 20. 1-16
33. La Paille et la poutre, Mt 7. 3-5, Lc 6. 41
34. La Perle, Mt 13. 45-46
35. Le Pharisien et le publicain, Lc 18. 9-14
36. La Pièce à un habit Mt 9. 16
37. La Porte étroite, Lc 13. 24-29
38. Le Retour du Maître, Mt 24. 42-46, Lc 12. 35-40
39. Le Sel de la Terre, Mt 5. 13
40. La Semence, (ou La Graine poussant secrètement), Mc 4. 26-29
41. Le Semeur, Mt 13. 5-8, Mc 4. 3-17, Lc 8. 5-8
42. Le Serviteur revenant des champs (ou Les serviteurs inutiles) Lc 17. 7-10
43. Les Talents, (ou Les Dix Mines) Mt 25. 14-30, Lc 19. 12-27
44. La Tour inachevée (et La guerre imprudente du roi) Lc 14. 28-33
45. Le Trésor caché, Mt 13. 44
46. Les Vignerons infidèles, Mt 21. 33-46, Mc 12. 1-12, Lc 20. 9-19